# Anders Sandøe Ørsted (Politiker)

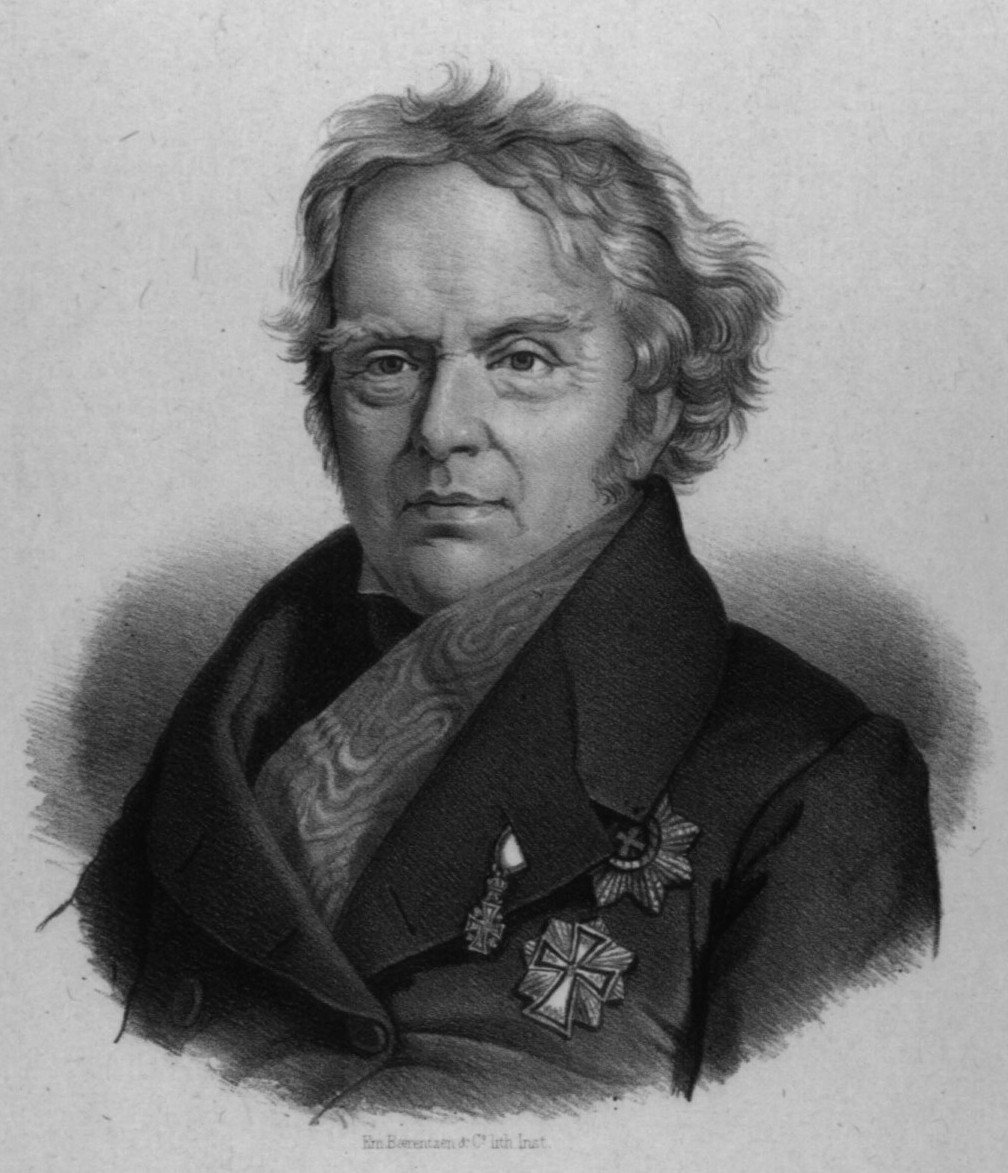
Anders Sandøe Ørsted

Anders Sandøe Ørsted [ˈœrsdɛð] (* 21. Dezember 1778 in Rudkøbing; † 1. Mai 1860) war ein dänischer Politiker (Højre) und Jurist. Er war vom 21. April 1853 bis zum 12. Dezember 1854 dänischer Premierminister.

## Leben
Anders Sandøe Ørsted war der Bruder des Physikers Hans Christian Ørsted und der Onkel des Botanikers Anders Sandøe Ørsted. Über seine erste Frau Sophie, geb. Oehlenschläger (1782–1818), war er Schwager des Nationaldichters Adam Oehlenschläger.
In seiner früheren Karriere publizierte Anders Sandøe Ørsted intensiv zu strafrechtswissenschaftlichen Fragen und wurde dabei von deutschen Strafrechtstheoretikern (namentlich Paul Johann Anselm von Feuerbach) maßgeblich beeinflusst.
Anders Sandøe Ørsted hatte ab 1834 mehrere Tätigkeiten inne. Er war erster Deputierter in der dänischen Kanzlei, daneben auch ab 1825 Generalprokurator, ab 1841 Geheimer Konferenzrat sowie ab 1842 Geheimer Staatsminister mit Beibehaltung seiner früheren Ämter. Infolge der Märzunruhen von 1848 musste er wie seine Kollegen von seinen Ämtern zurücktreten.
Er wurde 1853 in die Grundgesetzgebende Reichsversammlung sowie in das Landsthing gewählt. Im selben Jahr wurde er am 21. April 1853 zum Premierminister ernannt. Zeitgleich verwaltete er daneben das Kultusministerium, das Innenministerium und später das Justizministerium. Unter seiner Amtszeit wurden Verfassungsgesetze für Lauenburg, Schleswig und Holstein ausgearbeitet, die teils unterschiedlichen Charakter hatten. Der Zweck dieser Gesetze war die Verfassungseinheit im dänischen Staat einzuführen und diesen als Nationalstaat zu etablieren. Am 26. Juli 1854 wurde dieses Gesetzesvorhaben vollendet. Die Opposition des Reichstags war dagegen zu stark und zwang Anders Sandøe Ørsted am 12. Dezember 1854 zum Rücktritt. Zudem strengte sie eine Ministeranklage vor dem Reichsgericht an, die aber am 28. Februar 1856 mit einem Freispruch endete.
Anders Sandøe Ørsted starb 1860 im Alter von 81 Jahren und fand seine letzte Ruhestätte auf dem Frederiksberg Ældre Kirkegård der Frederiksberg Kommune auf der Insel Seeland.

## Werke
- Ueber die Grundregeln der Strafgesetzgebung. Kopenhagen 1818 (aus dem Dänischen übersetztes, an die deutsche Rechtswissenschaft gerichtetes Werk) (google.de/books).
- Haandbog over den danske og norske Lovkyndighed, Kopenhagen 1822–1835, 6 Bände.
- Eunomia. 1815–1822, 4 Bände.
- Af mit Livs og min Tids Historie. 1851–1857, 4 Bände (autobiografisches Werk).